# Winzerer Höhen

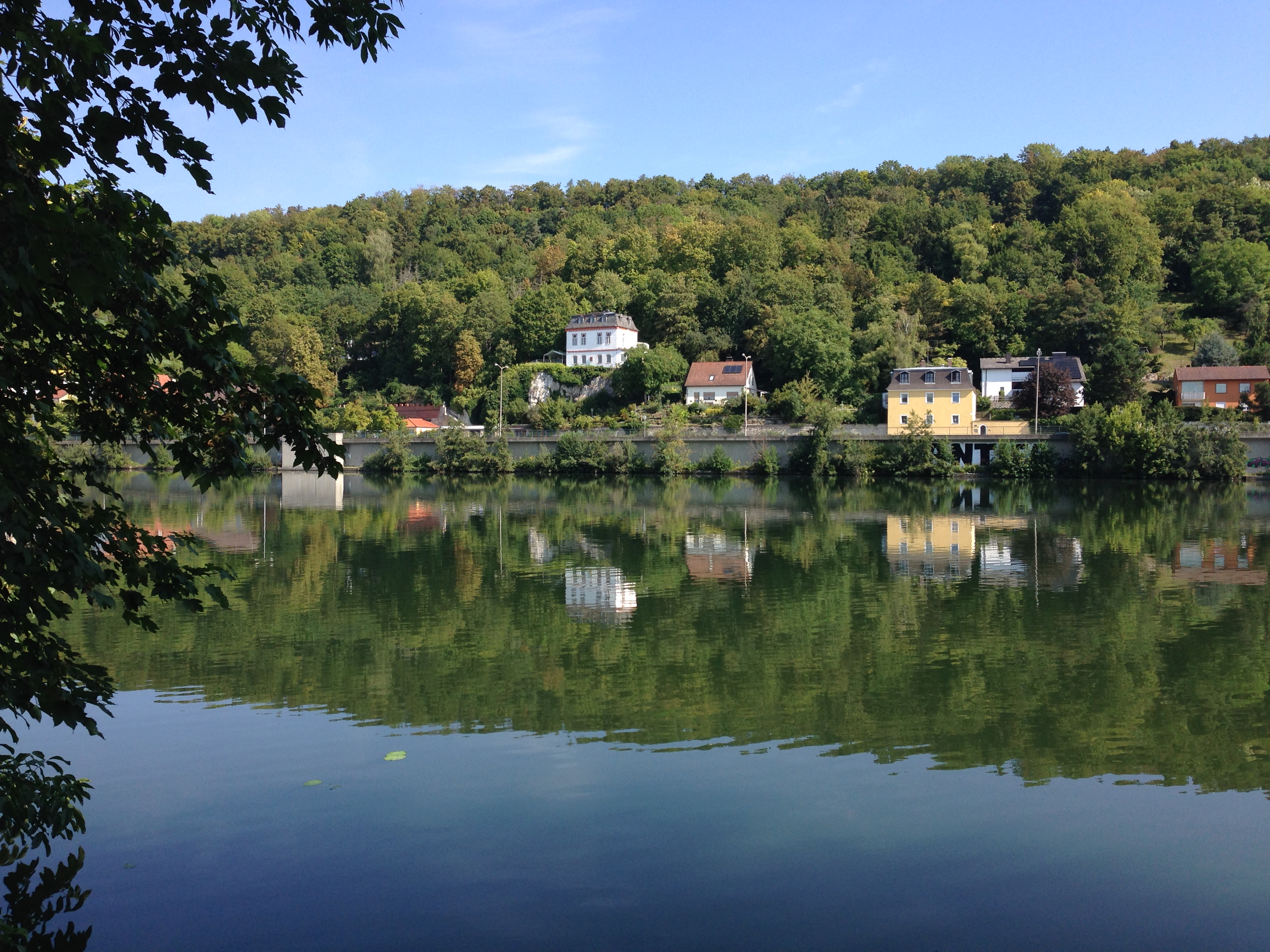
Blick vom Südufer der Donau (Schillerwiese) auf die Winzerer Höhen (2018)

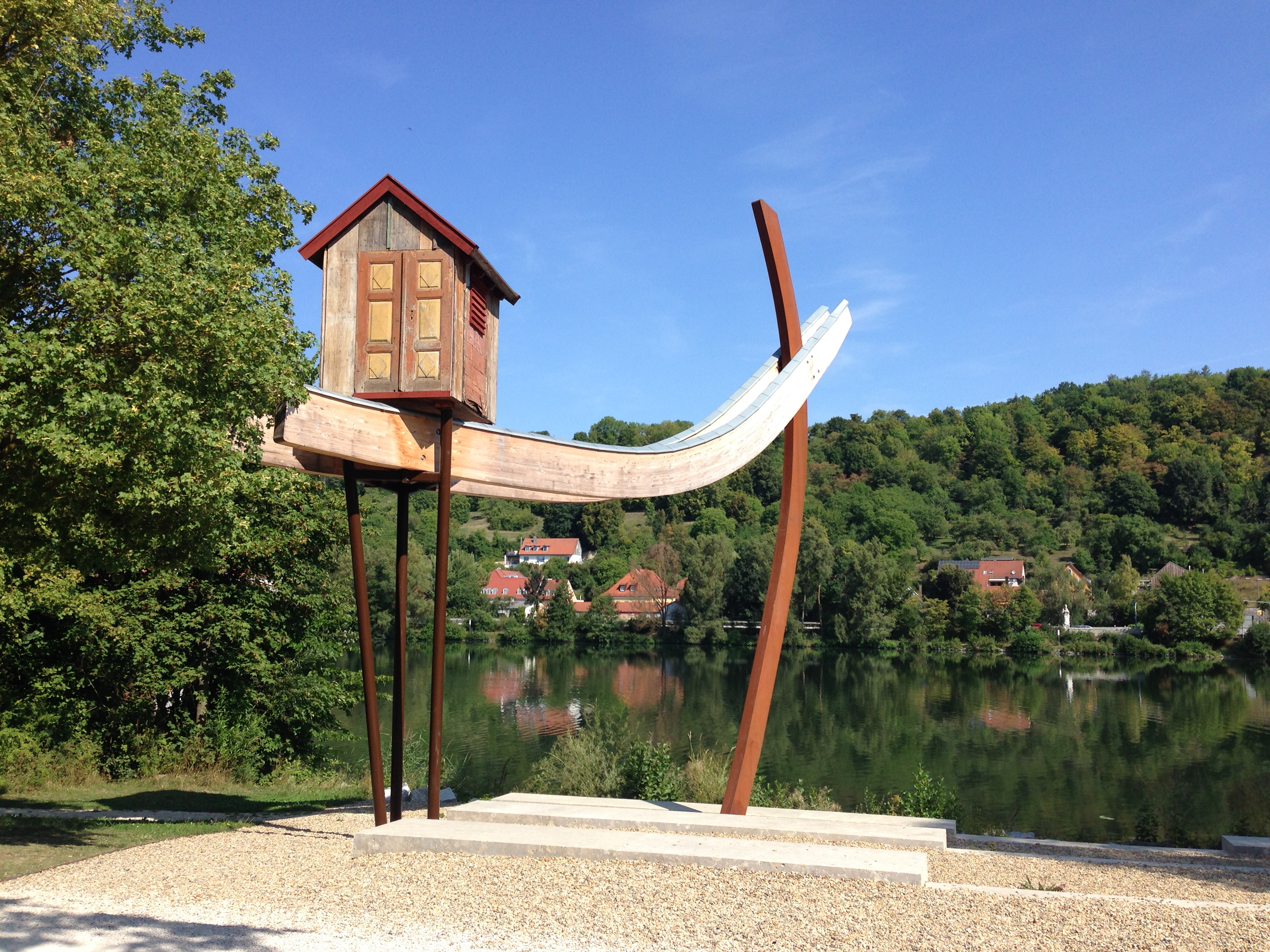
Nördlichster Punkt der Donau, Südufer, Blick auf Stadtteil Winzer

Die Winzerer Höhen sind ein ca. 4 km langer, heute parkartig bewaldeter Ausläufer eines Höhenzuges des Oberpfälzer Juras im nördlichen Stadtgebiet von Regensburg.

## Lage

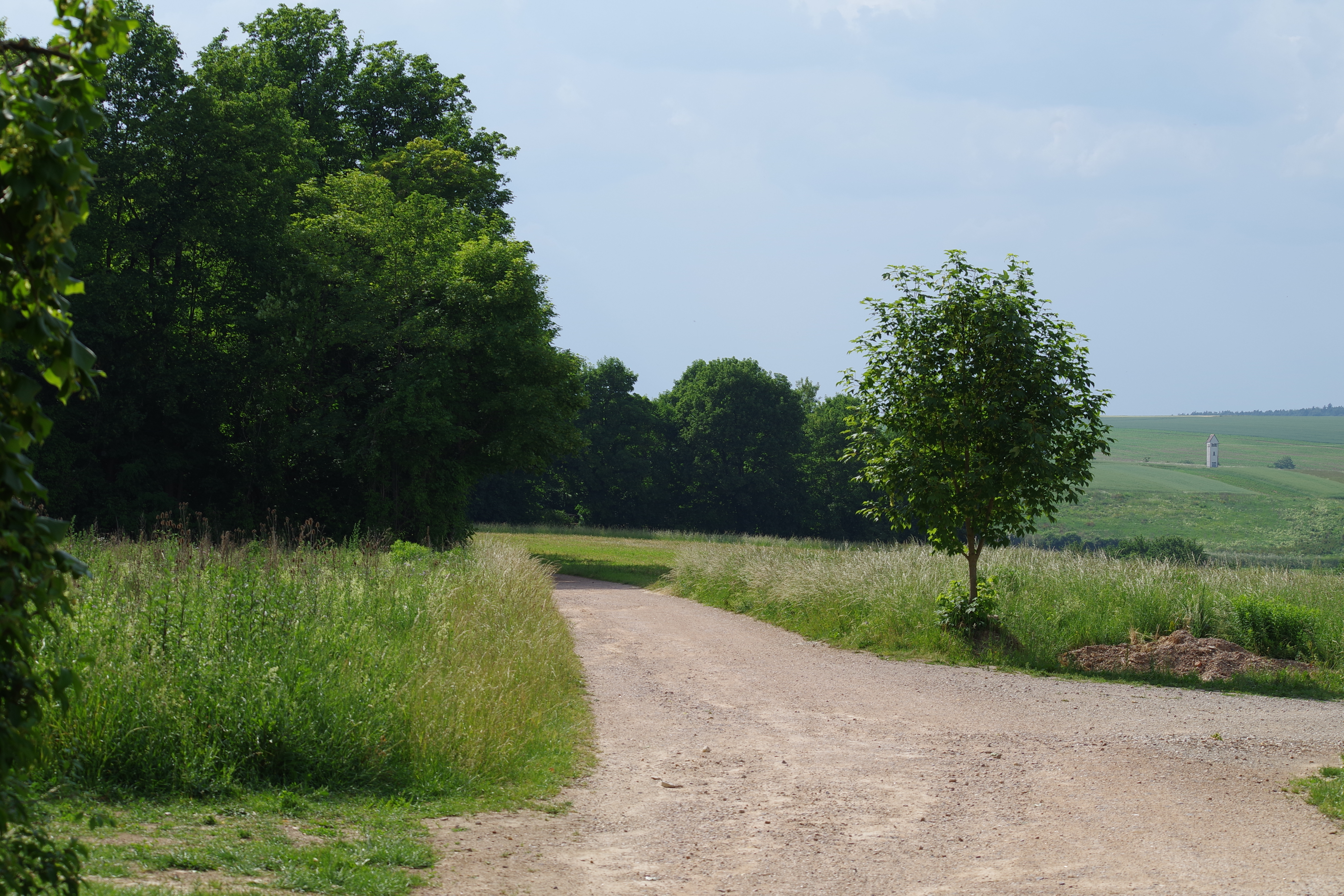
Höhenweg auf den Winzerer Höhen (2018)

Die Winzerer Höhen verlaufen nördlich der Donau und bilden im nördlichen Stadtgebiet von Regensburg die Grenze zum Landkreis Regensburg. Die von Süden kommende Donau erreicht hier im Stadtgebiet von Regensburg ihren nördlichsten Punkt und verläuft dann weiter im Stadtgebiet nach Osten. Im Westen des teilweise bebauten Höhenzuges liegen die Regensburger Stadtteile Ober-Winzer, Nieder-Winzer und Kager und im Osten enden der Höhenzug am Fluss Regen mit dem Stadtteil Reinhausen. Während die Winzerer Höhen nach Norden hin zum Landkreis Regensburg nur langsam abfallen, fallen sie zum Stadtgebiet nach Süden hin recht stark ab. Dort am südlichen Fuß, in der Mitte der Winzerer Höhen liegt der Regensburger Stadtteil Steinweg-Pfaffenstein, der nach Süden hin übergeht in den großen Stadtteil Stadtamhof, wo neben dem Europakanal auch der Nordarm der Donau verläuft. Bei Steinweg verläuft als heute normal ausgebaute, mit Ampeln geregelte Straße der sog. Schelmengraben, ein ursprünglich als Hohlweg schluchtartig ausgeprägter uralter Verkehrsweg, der hier von der Donauniederung im Süden kommend, die Winzerer Höhen nach Norden in Richtung Lappersdorf und weiter nach Amberg überwindet und dabei der Bayerischen Eisenstraße folgt. Damit gehört der Schelmengraben zu den ältesten Fernstraßen in der Oberpfalz und wird in der Altstraßenforschung als eine der südlichen Fortsetzungen der Bernsteinstraße bezeichnet.
Vom Schelmengraben auf halber Höhe westlich zweigt der Österreicherweg ab. In der Schlacht bei Regensburg wurde 1809 dieser Weg von der österreichischen Artillerie genutzt, um von hier aus die napoleonischen Truppen in Stadtamhof zu beschießen, was die komplette Zerstörung von Stadtamhof zur Folge hatte.

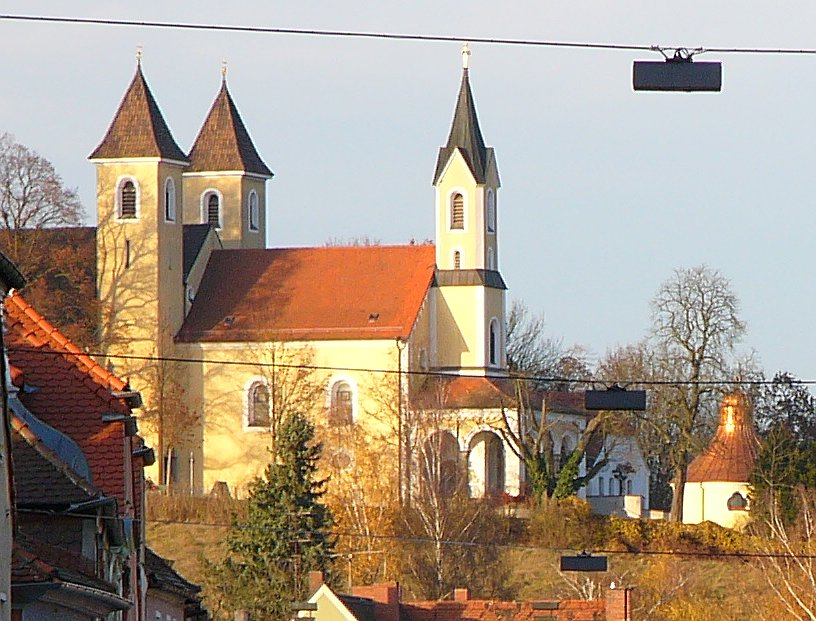
Dreifaltigkeitskirche auf den Winzerer Höhen

## Geschichte und Nutzung

### Kirchbau und Naherholung in der Neuzeit
Nach dem Bau der Dreifaltigkeitskirche am höchsten Punkt des Höhenzuges wurden die Winzerer Höhen zu einem beliebten Naherholungsgebiet, denn von dort aus bietet sich ein guter Ausblick auf die Stadt Regensburg. Der Kirchbau Kirche war gedacht als Dankeskirche zum Ende der Pestepidemie von 1713 und wurde 1715 abgeschlossen. Vom Fuß der Winzerer Höhen, beginnend im Ort Steinweg führt ein als Kreuzweg gestalteter Aufstieg zur Kirche auf den Dreifaltigkeitsberg.

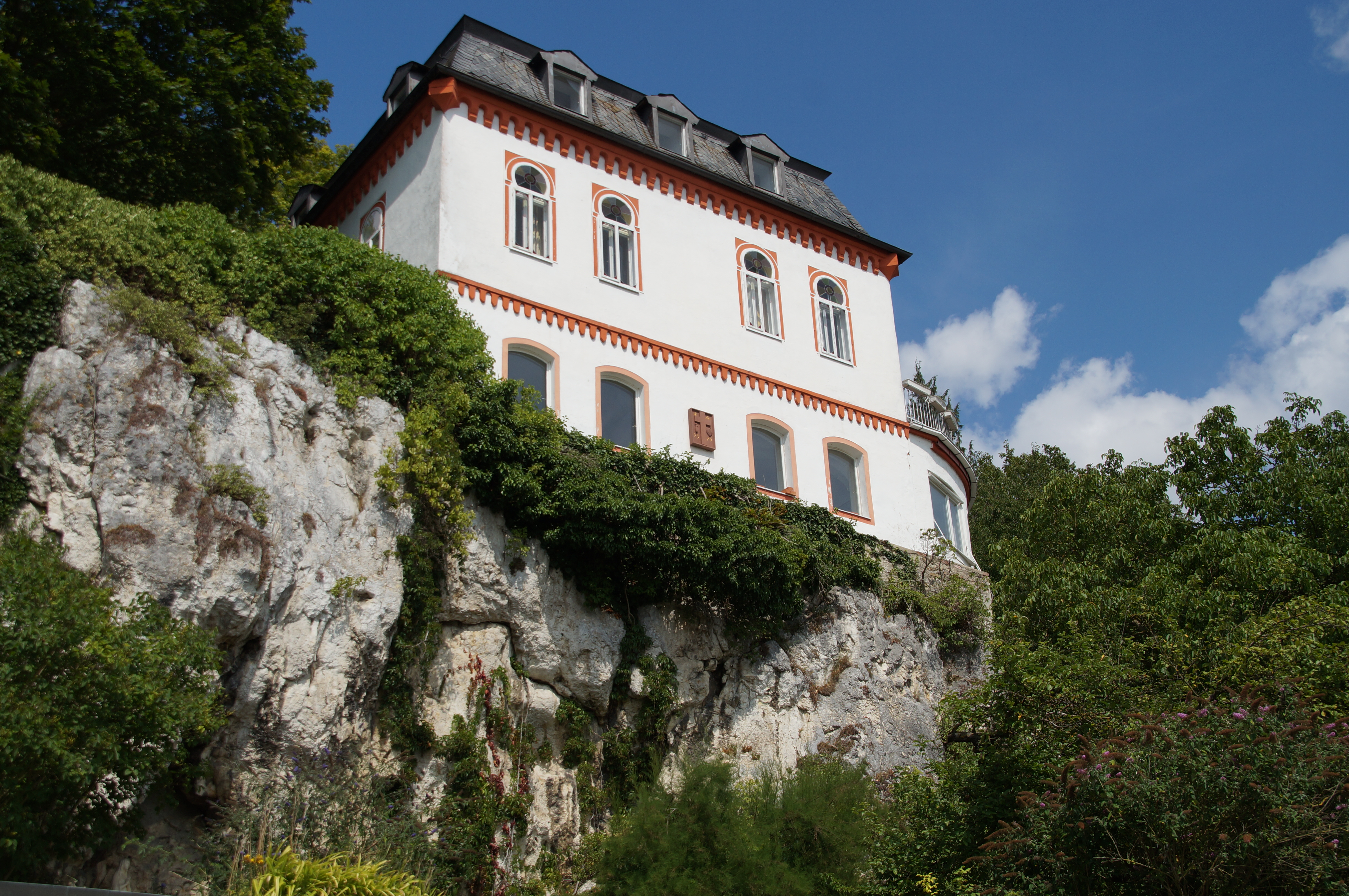
Bebauter Felshang an den Winzerer Höhen

### Burgenbau und Weinbau im Mittelalter
Seit 1259 ist für den Höhenzug der Name Geiersberg bezeugt. In der Zeit der Herrschaft des bayerischen Herzogs Ludwig der Strenge (1253–1294) ließ der Herzog auf dem Höhenzug die Burg Landskron erbauen, um die Reichsstadt Regensburg zu bedrohen und den Handelsverkehr von Norden mit Zöllen zu belegen. Regensburg musste sich 1259 freikaufen und durfte dann die Burg wieder zerstören.
Der Name des Höhenzuges geht auf das ehemalige Weindorf Winzer zurück. Hier und auch in den anderen Orten auf dem Höhenzug wurde seit der Römerzeit bis in das 19. Jahrhundert in großem Umfang Weinbau betrieben.

### Vom Artillerie-Standort zum Biergarten und Gemüsegarten
Während des Dreißigjährigen Krieges im Verlauf der mehrmonatigen Kämpfe um Regensburg wurden alle Weingärten und sonstigen Anlagen auf dem Höhenzug zerstört. Am Beginn der Kämpfe wurde der Höhenzug zunächst von den schwedischen Truppen, die im November 1633 Regensburg erobert hatten, verteidigt, wurde dann aber von den übermächtigen, von Norden her angreifenden kaiserlichen und bayerischen Truppen erobert. Auf der ganzen Breite wurde der Höhenzug zur Aufstellung von Kanonen genutzt, mit denen die von den Schweden verteidigte Stadt Regensburg beschossen werden konnte. Auch die Befestigungsanlagen der bayerischen Stadt Stadtamhof, die von den Schweden wegen des Zugangs zur Steinernen Brücke vehement verteidigt wurden, konnten von den Winzeren Höhen aus wirkungsvoll beschossen werden.

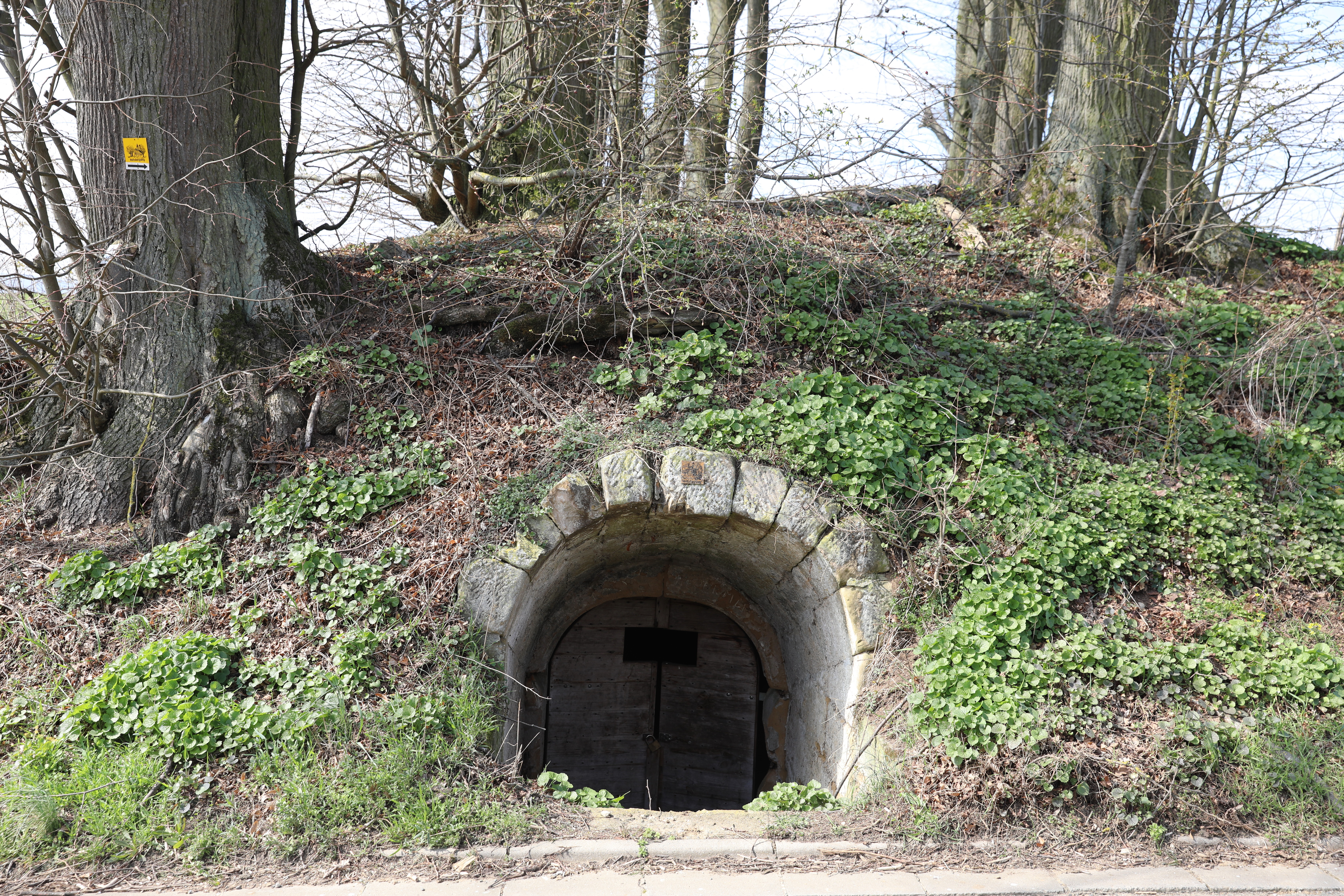
Zugang Sommerkeller

Nach dem Krieg hatten die Zerstörungen und weitere Rodungen das Mikroklima so stark geschädigt, dass der Weinbau eingestellt wurde. Im Laufe der Jahre entstanden am Fuß des Höhenzuges Sommerkeller zur Lagerung von Bier und die zugehörigen Biergärten. Wirtshausschilder und , Straßennamen erinnern noch an den verschwundenen Weinbau. Heute bauen am Fuße des Höhenzuges Gemüsebauern Salat, Gemüse und Obst an, so dass die Orte Winzer und Kager heute als "Gemüsegarten" Regensburgs bezeichnet werden.
Nach 2000 entschlossen sich mehrere private Weinbauern, den Anbau des Regensburger Landweins (Baierwein) an den Winzerer Höhen wieder aufzunehmen und auch das Stadtgartenamt Regensburg legte wieder einen eigenen Weinberg am. Heute ist dieses kleine Gebiet zusammen mit dem donauabwärts gelegenen Weingebiet in Bach an der Donau, wo durchgehend seit der Römerzeit Weinbau betrieben wurde das zweitkleinste Weinbaugebiet Deutschlands und das kleinste Weinbaugebiet in Bayern. Seit 1998 gibt es im Ort Bach ein Baierwein-Museum.

### Seidenraupenzucht

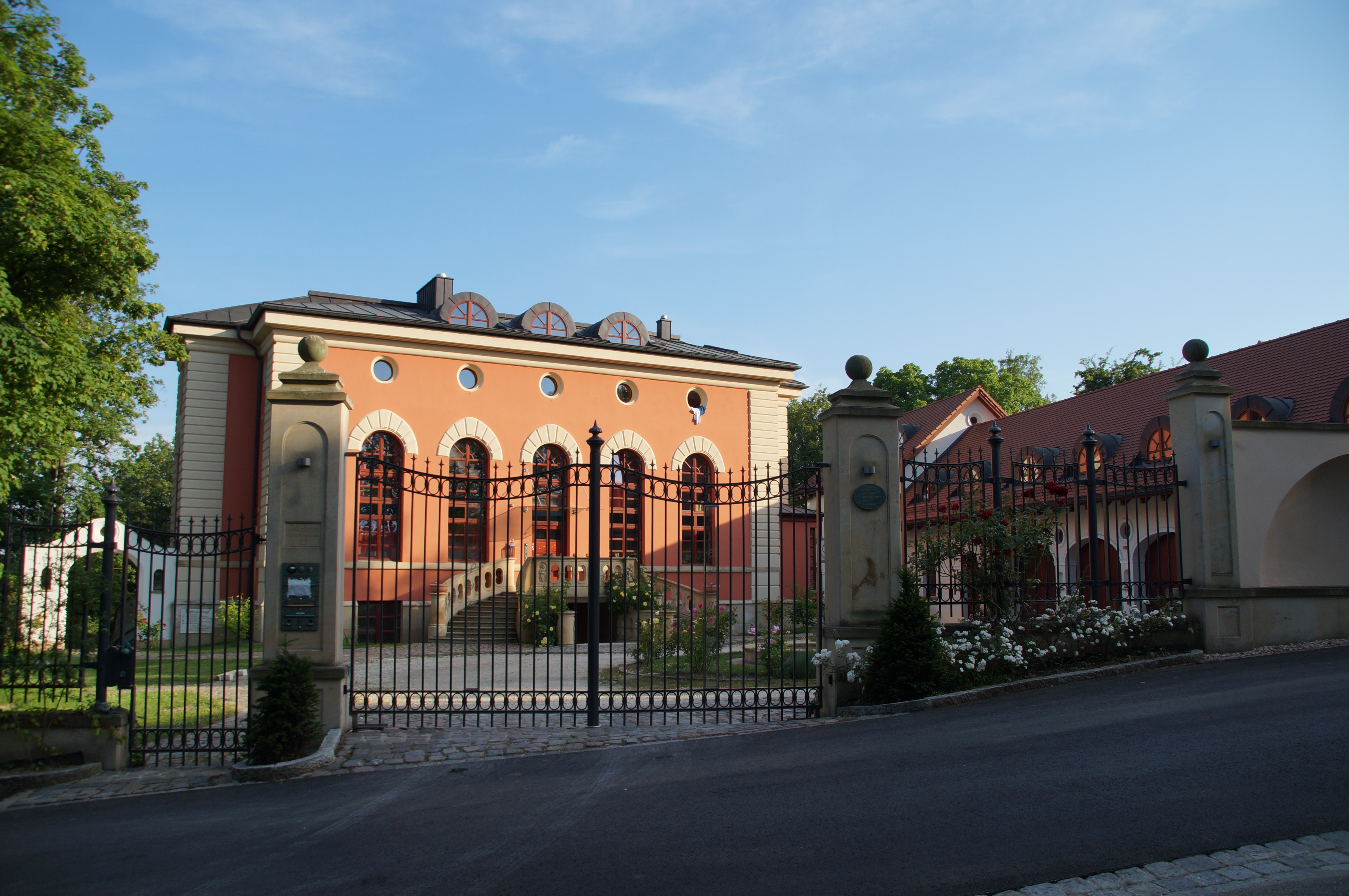
Gaststätte (Seidenplantage), Saalbau mit Walmdach, hohen Rundbogenfenstern, Oculi und Putzgliederungen, klassizistisch, um 1835

Nach dem Anschluss von Regensburg an das Königreich Bayern war es die Absicht der neuen bayerischen Verwaltung, die Ansiedlung von Gewerbebetrieben in der Stadt zu fördern. In Anlehnung an ältere Traditionen aus dem 14. Jahrhundert sollte in Regensburg eine Seidenplantage angelegt und damit begonnen werden, Seide herzustellen. Dafür musste mit der Zucht von Seidenraupen begonnen und für die Ernährung der Raupen Maulbeerbäume gepflanzt werden, von denen nach den Forschungsarbeiten von Jacob Christian Schäffer zur Papierherstellung aus der Rinde dieser Bäume noch einige vorhanden waren. Unterstützt wurden die Pläne zur Seidenherstellung von König Ludwig I., der als Schirmherr des Vorhabens gewonnen wurde und dem diese Pläne zu einer Herzensangelegenheit wurden. Vermittelt vom Regierungspräsidenten Eduard von Schenk wurde dem König der Leutnant Anton Ziegler vorgestellt, der sich mit der Zucht von Seidenraupen auskannte. Ziegler wurde nach Italien geschickt, um die dortige Seidengewinnung kennenzulernen.
Nach der Rückkehr von Ziegler wurde 1833 die Aktiengesellschaft zur Beförderung der Seidenraupenzucht in Bayern gegründet, deren Direktor Ziegler wurde. Die aufgelegten 1000 Aktien zu je 50 Gulden verkauften sich schlecht, denn nur 386 Aktien wurden verkauft. Die beiden größten Aktionäre waren König Ludwig I. und Fürst Karl Alexander von Thurn und Taxis. Noch im gleichen Jahr wurden auf den Winzerer Höhen Grundstücke mit 18 Tagwerk gekauft und Maulbeerbäume angepflanzt, ein Vorhaben, das sogleich viele Arbeitsplätze schaffte. Gleichzeitig entstand das Wirtschaftsgebäude, die heutige Wellness-Einrichtung Seidenplantage. Hohe Kosten verursachte der mit Sprengungen verbundene Bau eines 46 m tiefen Brunnens zur Wasserversorgung und Bewässerung der Bäume. Der Betrieb erfolgte mit etwa 100.000 Raupen und wurde dann auf mehrere Filialen ausgeweitet, die ihre Kokons in Regensburg ablieferten. 1838 erfolgte erstmals eine Ausstellung der hergestellten Seide, die Beifall fand. Im gleichen Jahr wurde auf einer Aktionärsversammlung ein Erfolgsbericht abgegeben und 1839 besichtigte der König die Anlagen der Seidenplantage, zeigte sich sehr zufrieden und verlieh dem Direktor Ziegler das Ritterkreuz des Verdienstordens zum heiligen Michael.
In den Folgejahren geriet die Aktiengesellschaft in die Verlustzone und 1860 drohte die Zwangsversteigerung. Um das abzuwenden, wurden der gesamte Grund mit allen Anlagen im April 1861 verkauft. Nach Rückzahlung aller Schulden blieb für jeden Aktionär nur ein kleiner Rest. Die Maulbeerbäume wurden abgeholzt. Nur ein heute mächtiger Maulbeerbaum blieb 100 m westlich des Schelmengrabens erhalten.
Ob in Regensburg die klimatischen Bedingungen zum Wuchs von Maulbeerbäumen ungeeignet waren, oder ob grassierende Tierseuchen die Seidenraupenzucht verhinderten, wie es um 1860 in Südfrankreich, Italien und im Mittelmeerraum der Fall war, ist unklar.
Das Wirtschaftsgebäude blieb erhalten. Ab 1952 wurde im Gebäude ein Terrassenkaffee und nach 1970 ein sehr beliebtes Tanzlokal betrieben.

### Landschaftsschutzgebiet
1872 wurden die Winzerer Höhen durch den Verschönerungsverein Regensburg aufgeforstet. 1946 gingen die Flächen in städtisches Eigentum über und die aufgeforstete Fläche wurde noch einmal erheblich erweitert. Die Winzerer Höhen sind heute Bestandteil eines Landschaftsschutzgebietes.
Der Felshang ist vom Bayerischen Landesamt für Umwelt als Geotop 375R004 ausgewiesen. Siehe hierzu auch die Liste der Geotope in Regensburg.